# 塞阿市 (梅里達州)

塞阿市（西班牙語：Municipio Zea），是委內瑞拉的一個市，位於該國西部梅里達州，首府設於塞阿，海拔高度1,100米，面積135平方公里，2013年人口9,616，人口密度每平方公里71.22人。